# BRIT Awards 2011
La XXXI edizione dei BRIT Awards si tenne il 15 febbraio 2011 per la prima volta presso l'O2 Arena anziché nella storica Earls Court. Lo show venne condotto da James Corden.

## Vincitori
Di seguito è elencata la lista di tutti gli artisti premiati.
- Cantante maschile britannico: Plan B
- Cantante femminile britannica: Laura Marling
- Gruppo britannico: Take That
- MasterCard British album: Mumford & Sons - Sigh No More
- Singolo britannico: Tinie Tempah - Pass Out
- Rivelazione britannica: Tinie Tempah
- Rivelazione internazionale: Justin Bieber
- Cantante internazionale maschile: Cee Lo Green
- Cantante internazionale femminile: Rihanna
- Album internazionale: Arcade Fire - The Suburbs
- Premio della critica: Jessie J
- Premio al produttore: Markus Dravs
- Straordinario contributo alla musica: Daniel Miller (fondatore della Mute Records)
- Innovazione nella produzione: Tony Visconti